# Thiên Đường
Thiên Đường (Rajska spilja) je špilja u Vijetnamu. Locirana je u blizini vijetnamske granice s Laosom.
Nalazi se u pokrajini 60 km sjeverno od grada Đồng Hới, (u Nacionalnom parku Phong Nha Ke Bang). Lokalni stanovnik imena Hồ-Khanh otkrio je ovu pećinu 2005. godine, ali britanski tim ju je istražio i javno obznanio postojanje špilje tek 2010. godine. Špilja je duža od 31 km, visina je 100 m, širina je 150 m. Prije otkrića spilje Son Doong također u Nacionalnom parku Phong Nha Ke Bang je smatrana najvećom spiljom na svijetu.